# Vleugelcel

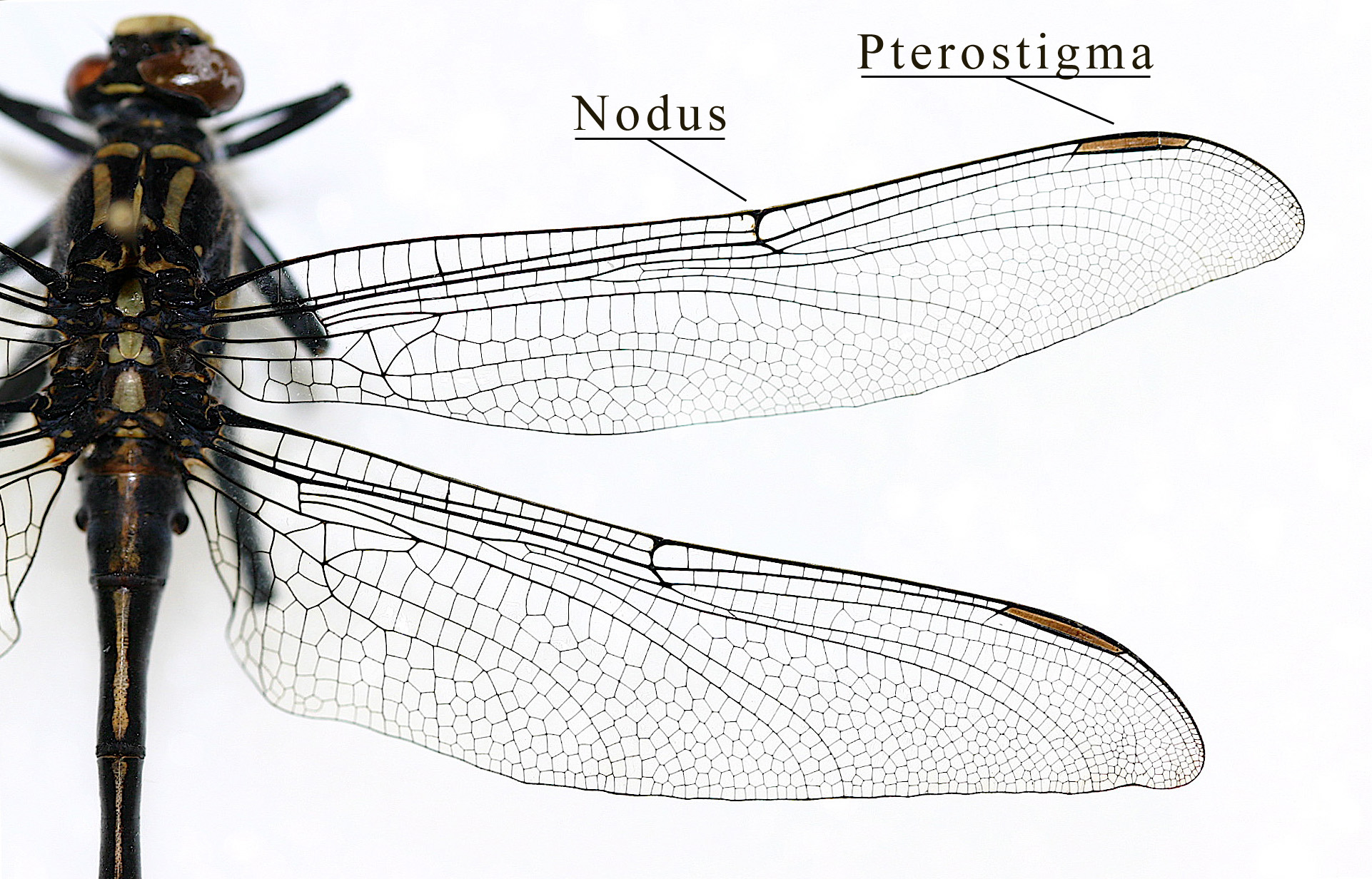
Het patroon van vleugelcellen van een rombout

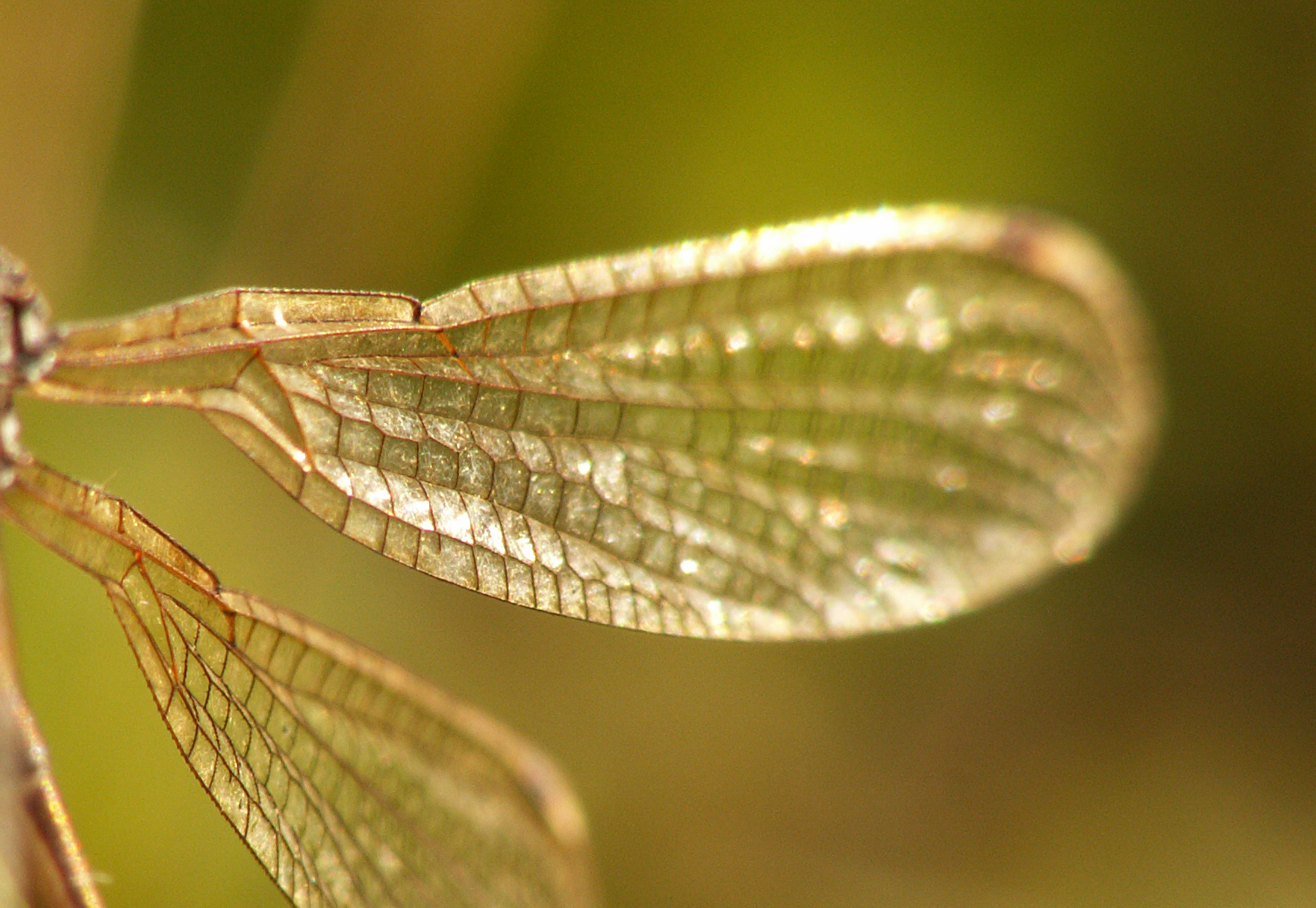
Driedimensionale structuur van de vleugelcellen van Lestes barbarus

De vleugels van insecten zijn opgebouwd uit allerlei cellen, deze ontstaan doordat buisjes zich met lucht vullen na het uitsluipen of ontpoppen en daarna verharden. Het patroon van de vleugelcellen is een belangrijk determinatiekenmerk voor libellen en andere insecten.
De vleugelcellen dienen ook voor het aanbrengen van een driedimensionale structuur van de vleugel. Door de voorste rand van de vleugel ontstaat het vliegvermogen, omdat die als een soort spoiler dient en de lucht boven de vleugel een omweg laat maken. Op de foto zien we ook een soort golfpatroon in de vleugel dat zal bijdragen aan de stevigheid.
Het pterostigma is één of een reeks gekleurde vleugelcellen aan de voorkant iets voor het einde van de vleugel.